# CSI: NY (computerspel)
CSI: NY, ook bekend als CSI: NY the game, is een computerspel gebaseerd op de gelijknamige televisieserie. Het spel verscheen op 18 november 2008 en is het zesde deel uit de CSI-franchise.

## Achtergrond
Net als bij de andere CSI spellen neemt de speler de rol aan van een lid van het CSI team. In tegenstelling tot bij de vorige spellen is dit echter geen nieuwkomer binnen het team, maar een reeds bestaand personage uit de televisieserie. Keuze bestaat tussen Mac en Stella.
Centraal staat het CSI team uit New York. De speler moet, geholpen door de personages uit de serie, vijf zaken oplossen. Het spel heeft in tegenstelling tot de vorige spellen meer een 2D cartoonachtig uiterlijk in plaats van 3D graphics. Een andere verandering is de manier waarop verdachten worden ondervraagd. Deze is in dit spel meer zoals in de Law & Order-spellen. Door een vraag op een iets andere manier te stellen kan men andere antwoorden krijgen van een verdachte.
Het is het eerste CSI-spel geproduceerd door Legacy Interactive.

## Zaken

### Downward Spiral
Een man is van het dak van een hotel gevallen. Het lijkt zelfmoord, maar bewijs toont aan dat er mogelijk sprake is van moord. Primaire verdachte is een kennis van het slachtoffer, Bill Travers. De speler werkt samen met Mac aan de zaak.

### Just Desserts
Een beruchte restaurantcriticus wordt dood aangetroffen in een restaurant. De speler werkt samen met Stella.

### Off The Mark
Een vrouw wordt dood gevonden in een theater waar onder andere goochelshows worden opgevoerd. Niet veel later wordt een tweede lijk gevonden op een bouwwerf. Mogelijk is er een seriemoordenaar actief. De speler werkt samen met
Sheldon.

### Hillridge Confidential
De speler werkt samen met Don aan deze zaak.

### Case 5 -Derailed
Een zaak waarin Mac zelf een verdachte is. De speler werkt met Jennifer Angell.